# The Power Station (álbum)
| Críticas profissionais | Críticas profissionais |
| Avaliações da crítica  | Avaliações da crítica  |
| Fonte                  | Avaliação              |
| ---------------------- | ---------------------- |
| All Music Guide        | link                   |

The Power Station é o álbum de estreia do supergrupo de pop rock The Power Station, lançado em Março de 1985.

## Faixas
Todas as faixas escritas e compostas por Robert Palmer, Andy Taylor e John Taylor, exceto onde indicado. 
| N.º | Título                    | Compositor                            | Duração |  |
| 1.  | "Some Like It Hot"        |                                       | 5:05    |  |
| 2.  | "Murderess"               |                                       | 4:17    |  |
| 3.  | "Lonely Tonight"          | Bernard Edwards, Robert Palmer        | 3:58    |  |
| 4.  | "Communication"           | Derek Bramble, Palmer, Taylor, Taylor | 3:37    |  |
| 5.  | "Get It On (Bang A Gong)" | Marc Bolan                            | 5:29    |  |
| 6.  | "Go to Zero"              | Robert Palmer                         | 4:58    |  |
| 7.  | "Harvest for the World"   | Isley Brothers                        | 3:37    |  |
| 8.  | "Still in Your Heart"     |                                       | 3:20    |  |